# Sector quaternari
El sector quaternari és el sector econòmic que inclou els serveis altament intel·lectuals tals com la recerca científica, el desenvolupament tecnològic, les tecnologies de la informació i les finances.
Tradicionalment es considera englobat dins del sector terciari, però la seva importància creixent ha comportat que es formés un sector especialitzat. Engloba la indústria d'alta tecnologia, tecnologies de la informació i les telecomunicacions i algunes formes de recerca científica, així com l'educació i la consultòria i la indústria de la informació. S'hi vol invertir per assegurar-ne futures expansions.
El Japó és un gran productor d'aquest sector econòmic.